# Juuso Ahola
Juuso Ahola, född den 20 september 2003, är en finländsk innebandysspelare som spelar för Nokian KrP och finländska landslaget.
Juuso Ahola har med det finländska landslaget bland annat tagit ett VM-guld och ett silver i World Games.